# 訃報 1994年11月
訃報 1994年11月（ふほう 1994ねん11がつ）では、1994年（平成6年）11月中に物故した、又は物故が報じられた人物についてまとめる。

## （1日 - 15日）

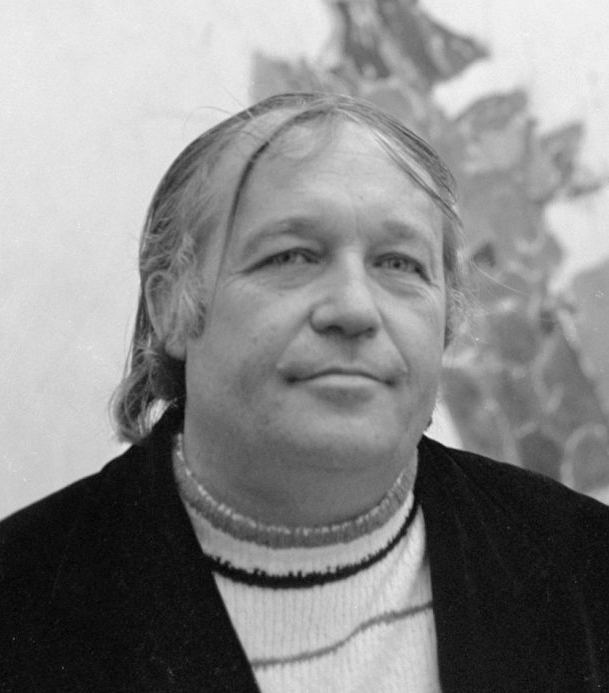
サム・フランシス / 11月4日没

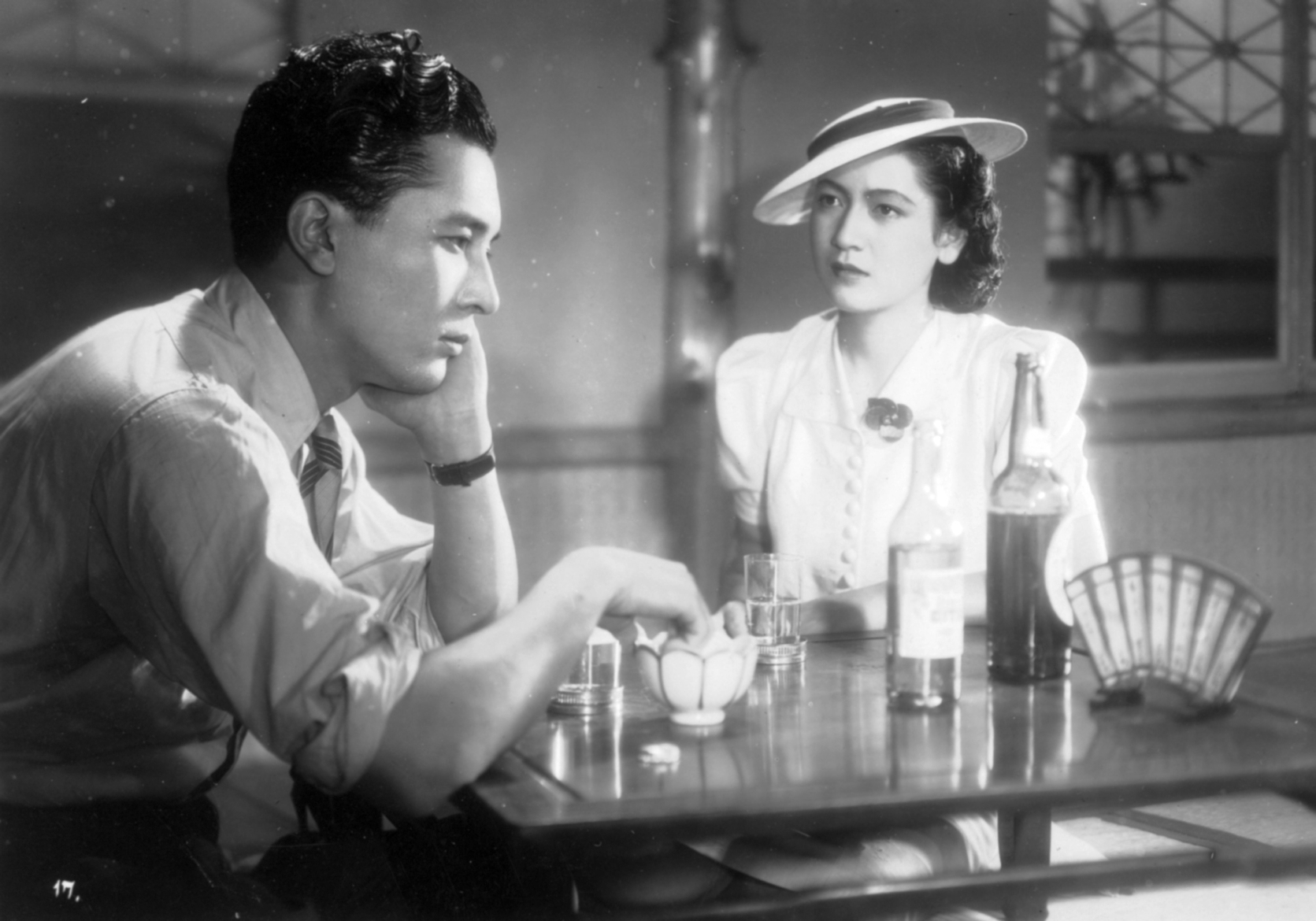
立松晃（左） / 11月12日没

- 11月4日 - サム・フランシス、画家（* 1923年）
- 11月12日 - 立松晃、俳優（* 1913年）
- 11月13日 - 木村資生、遺伝学者 （* 1924年）

## （16日 - 30日）

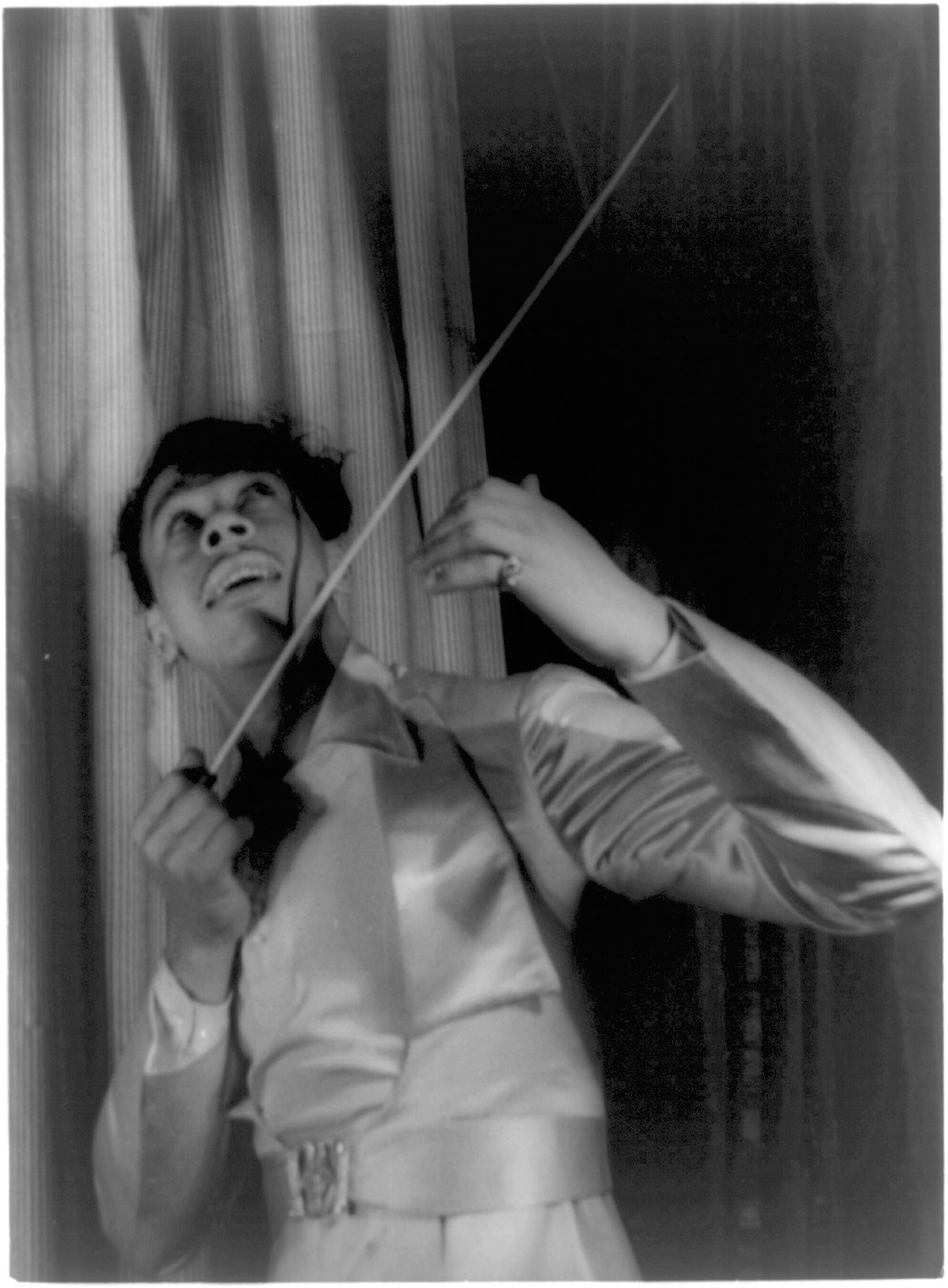
キャブ・キャロウェイ / 11月18日没

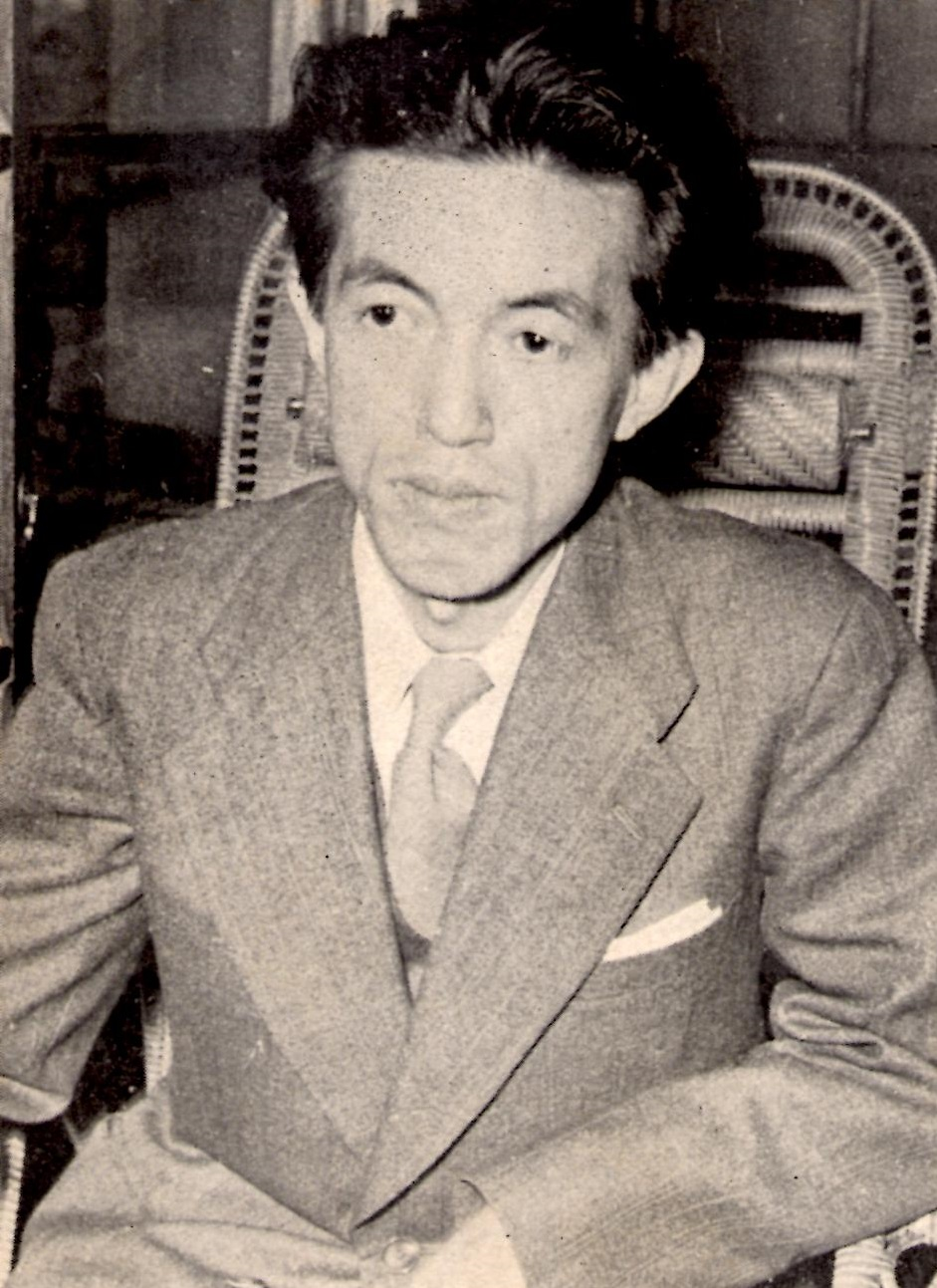
福田恆存 / 11月20日没

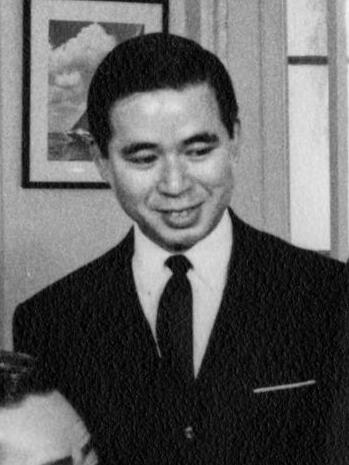
小宮山重四郎 / 11月21日没

- 11月18日 - キャブ・キャロウェイ、ジャズ歌手 (* 1907年)
- 11月20日 - 福田恆存、劇作家（* 1912年）
- 11月21日 - 小宮山重四郎、政治家・元郵政大臣（* 1927年）
- 11月23日 - 蒔田浩、元岐阜市長（* 1920年）
- 11月25日 - 坂本文次郎、元プロ野球選手（* 1926年）